# Steven McLean
Steven McLean (1 april 1981) is een Schots voetbalscheidsrechter. Hij was in dienst van FIFA en UEFA tussen 2010 en 2016. Ook leidt hij sinds 2007 wedstrijden in de Scottish Premier League.
Op 1 juli 2010 debuteerde McLean in Europees verband tijdens een wedstrijd tussen Anorthosis Famagusta en Banants Jerevan in de voorronde van de UEFA Europa League; het eindigde in 3–0 en de Schotse leidsman gaf vijf gele kaarten. Zijn eerste interland floot hij op 6 september 2011, toen San Marino met 0–5 verloor van Zweden. Tijdens dit duel gaf McLean achtmaal een gele kaart, waarvan twee aan dezelfde speler.

## Interlands
| Datum            | Plaats                 | Wedstrijd             | Uitslag | Competitie           | Kreeg geel | Kreeg voor de tweede keer geel en dus rood | Weggestuurd |
| ---------------- | ---------------------- | --------------------- | ------- | -------------------- | ---------- | ------------------------------------------ | ----------- |
| 6 september 2011 | Serravalle, San Marino | San Marino – Zweden   | 0 – 5   | EK 2012 kwalificatie | 7          | 1                                          | 0           |
| 13 oktober 2015  | Riga, Letland          | Letland – Kazachstan  | 0 – 1   | EK 2016 kwalificatie | 2          | 0                                          | 0           |
| 24 maart 2016    | Cardiff, Wales         | Wales – Noord-Ierland | 1 – 1   | Vriendschappelijk    | 0          | 0                                          | 0           |